# Георгій Антіохійський

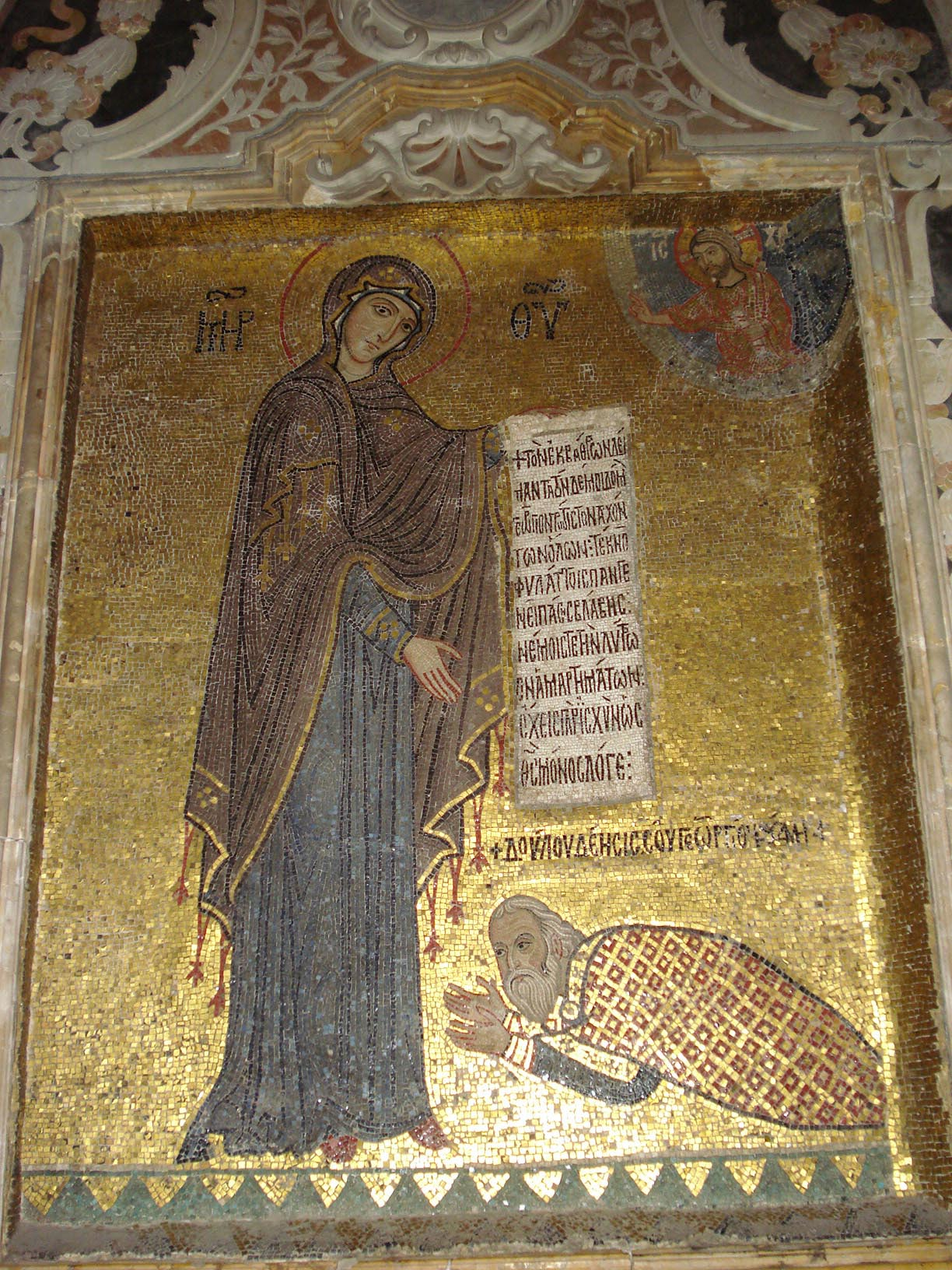
Георгій Антіохійський простягнутий перед Богородицею. Мозаїка з церкви Санта-Марія-дель-Амміральйо.

Георгій Антіохійський (грец. Γεώργιος Αντιοχέας, помер у 1151 або 1152 р.) — середньовічний флотоводець, перший адмірал в європейській історії. Займав посаду амір аль-умара (емір емірів) у нормандському Сицилійському королівстві. Перемоги сицилійського флоту під керівництвом Георгія Антіохійського допомогли нормандцю Рожеру ІІ подолати своїх численних супротивників в Європі і Африці та створити потужне Королівство Сицилія на землях південної Італії, Сицилії та північної Африки.

## Біографія
Георгій народився в грецькій християнській родині в місті Антіохія на території Сирії. Після взяття Антіохії хрестоносцями в 1098 р. під час першого хрестового походу, перебрався разом із батьком Михайлом та матір'ю в Іфрикію (сучасний Туніс). Його батько, а згодом і Георгій працювали на зірідського еміра Іфрикії Таміма ібн аль-Муїзза. Після смерті еміра в 1108 р. у Георгія не склались відносини з його сином і наступником Ях'єю ібн Тамімом. В 1112 році Георгій таємно покинув Махдію і відплив на палермському кораблі до Сицилії, що нещодавно була захоплена у арабів нормандськими авантюристами з півдня Італії.

## Передумови. Політична ситуація на півдні Італії і Сицилії
Протягом довгої війни, що продовжувалась з перервами з 827 по 902 рік, аглабідський емірат з території Іфрікії у північній Африці повністю підкорив Сицилію, що належала до цього Візантії. У 948 році на Сицилії утворився незалежний емірат берберської династії Кальбітів. Мусульмани правили Сицилією більше 200 років, але складали не набагато більше половини населення острова. Решта були переважно православними греками-візантійцями, існувала також помітна юдейська громада.

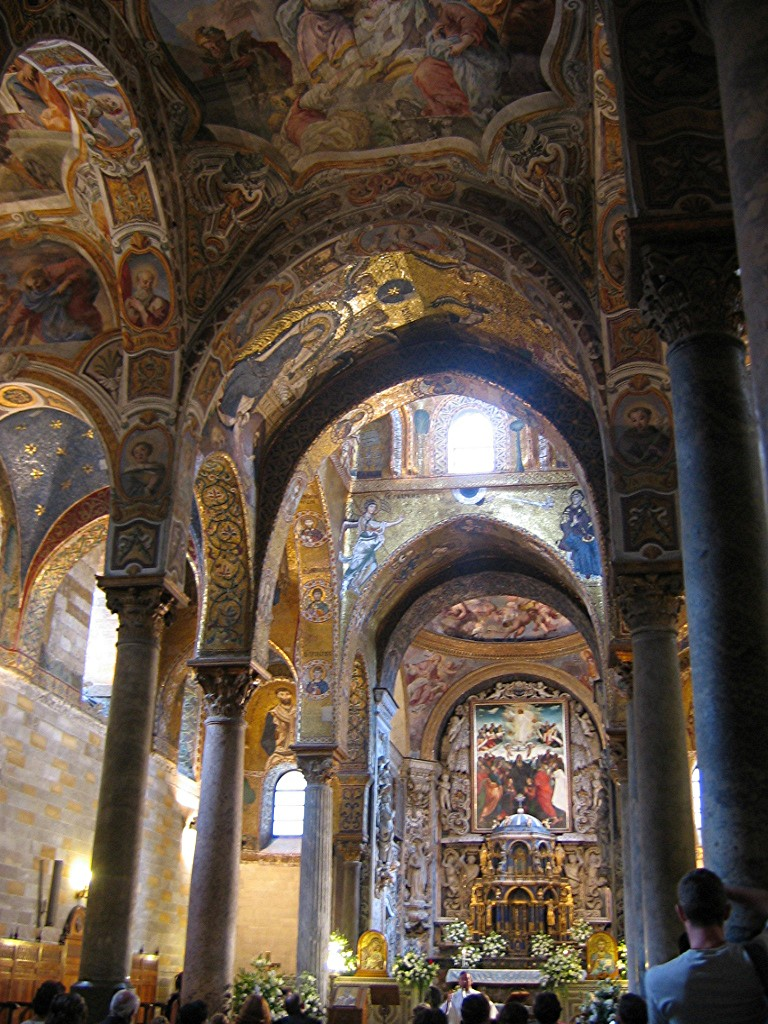
Інтер'єр церкви Санта-Марія-дель-Амміраліо в Палермо, заснованої Георгієм Антіохійським.

В 1053 році загін норманських найманців на півдні Італії на чолі з Робертом Гвіскаром переміг в битві при Чивітате війська папи римського Лева ІХ і взяв в полон самого папу. В результаті папа уклав союз з норманами і дарував їм графство Апулія, що раніше належало Візантії і було захоплене норманами. У червні 1059 року папа римський Микола II дарував Роберту Гвіскару, на той час графу Апулії, титул герцога Апулії, Калабрії та Сицилії в обмін на допомогу норманів у його боротьбі з антипапою Бенедиктом X. З цього моменту Гвіскар вважав себе законним володарем Сицилії і тільки шукав нагоди почати її завоювання. У лютому 1061 року арабський емір Катанії і Сиракуз Ібн ат-Тимна, зазнавши нищівної поразки від свого мусульманського сусіда, правителя центральної Сицилії, прибув до Роберта з проханням про допомогу. За це емір погоджувався визнати Гвіскара верховним правителем Сицилії — привід для вторгнення був знайдений. В 1061 нормани під проводом Робера Гвіскара та його брата Рожера переправившись через Мессінську протоку захопили місто Мессіна — перше їх завоювання на Сицилії. Надалі відбулось ще серія переможних для нормандців битв і після взяття Палермо в січні 1072 року, Роберт Гвіскар оголосив створення Сицилійського графства і в якості сюзерена призначив першим графом Сицилії свого брата Рожера, який відтоді став Рожером І. Після смерті Роберта Гвіскара в 1085 році, остаточне завоювання Сицилії було завершене в 1091 році Рожером І самостійно.
Щоб убезпечити себе від подальших піратських нападів зі сторони зірідської Іфрикії в Північній Африці, Рожер в 1091 році очолив морський рейд на Мальту, внаслідок якого він без бою захопив у арабів цей острів разом з сусіднім островом Гоцо. На всіх підкорених норманами територіях в Сицилії і на Мальті було збережені самоврядування, ісламські закони і свобода віросповідання. Арабська, грецька та латина залишалися мовами офіційного діловодства.
Після смерті Роберта Гвіскара в 1085 році, герцогом Апулії, Калабрії та Сицилії став його молодший син Рожер Борса, якого в 1011 році наслідував його син Вільгельм (Гульємо) ІІ. Рожер І помер в 1101 році, а з 1104 року його наступником і графом Сицилії став його 9-річний син Рожер ІІ. Як граф Сицилії, він був формальним ленником свого сюзерена і двоюрідного племінника герцога Апулії, Калабрії і Сицилії Вільгельма ІІ.

## Початок кар'єри. Емір Палермо

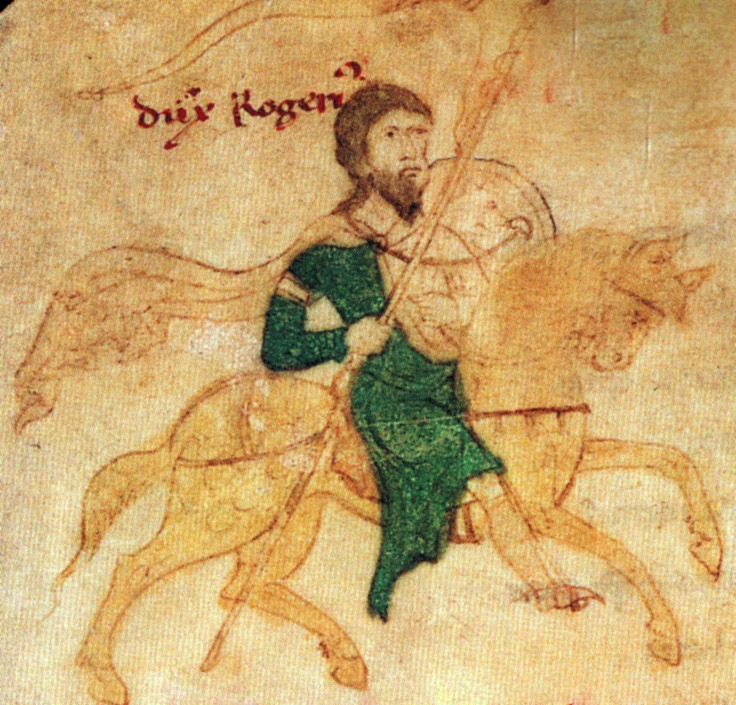
Рожер ІІ

Після втечі з Махдії і прибуття до сицилійської столиці Палермо у 1112 році, Георгій отримує службу при дворі Рожера ІІ, якому тоді було біля 17 років.

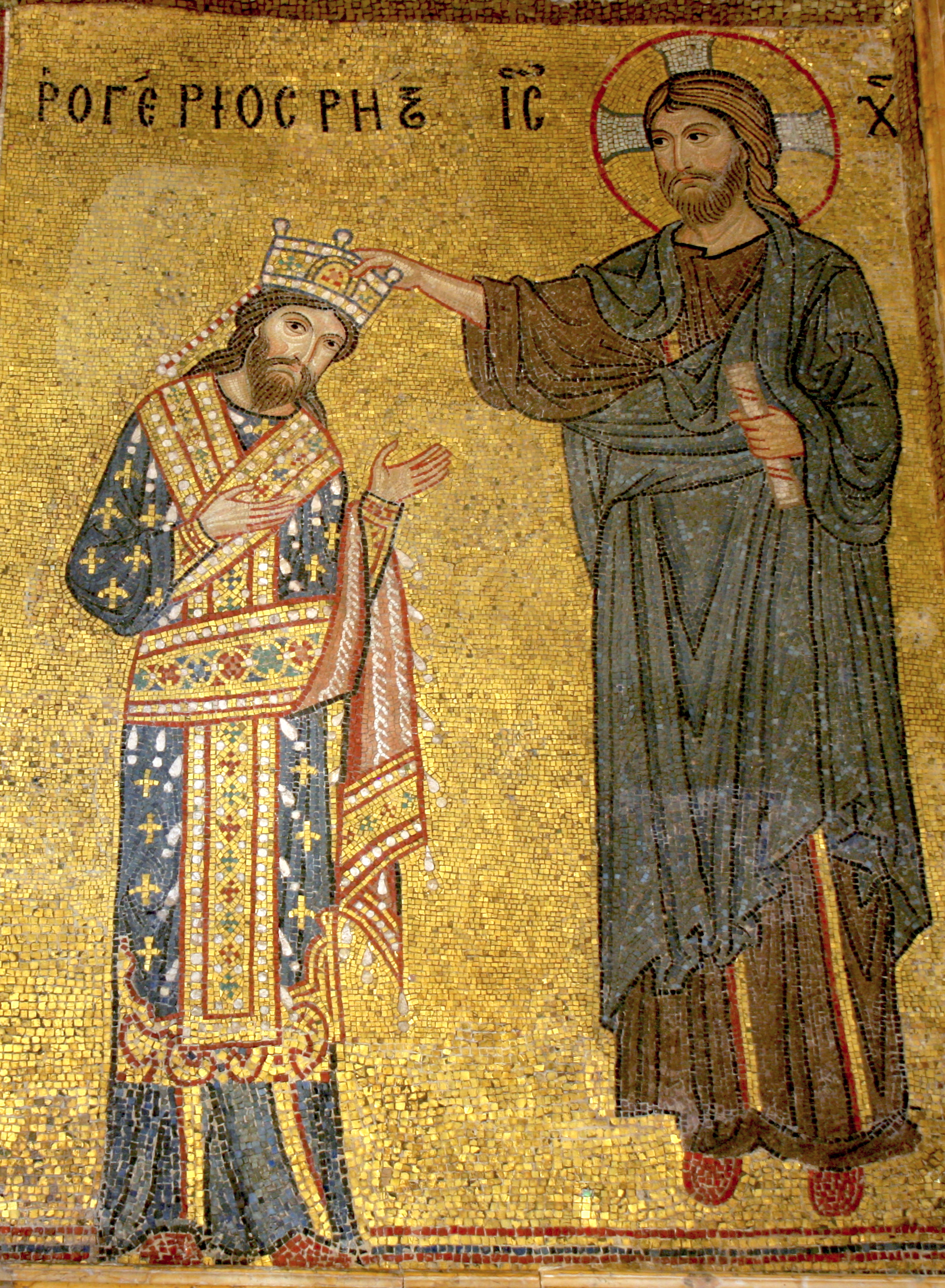
Христос коронує Рожера ІІ. Мозаїка у церкві Марторана, заснованій Георгієм Атиохійським.

Досконале знання Георгієм Антіохійським устрою державної адміністрації Зірідів, його зв'язки з вірменськими чиновниками у Фатімідському Єгипті та знання грецької та арабської мов допомогли йому швидко зробити кар'єру в нормандській адміністрації. Він отримав придворний титул familiaris і часто служив посланником графа Сицилії при фатімідському дворі у Каїрі.
В 1123 році, перед першим нападом нормандського флоту африканське місто Махдія, Георгій стає першим заступником еміра Палермо і керівника норманського флоту Христодулоса, Ця посада була спадком мусульманських часів, оскільки в арабській Сицилії емір Палермо одночасно виконував функції керівника флоту. Після захоплення Сицилії, нормани не стали змінювати це правило і продовжували призначати керівника власного, норманського флоту на посаду еміра Палермо. З 1072 року посаду емірів Палермо традиційно займали греки-християни і емір Христодулос, відомий з мусульманських хронік як Абдул Рахман аль-Назрані, був найвідоміший з них. Вочевидь, Христодулос був видатною особистістю, він послідовно отримав при норманському дворі титули protonobilissimus (найблагородніший) і protonotary (наймудріший), свідчення того, що нормани свідомо слідували візантійським зразкам, а незабаром став і главою ради. Упродовж п'ятнадцяти років Христодулос був головним особою у Сицилії після графа і став першим у блискучій череді сицилійських адміралів, які прославили свою країну і заповіли світу свій титул.
Літом 1123 року норманський флот вийшов з Сицилії для завоювання північно-африканського міста Махдія. Відповідно до офіційного звіту, складеного за розпорядженням зірідського еміра Абу'л-Хасана аль-Хасана ібн Алі, норманський флот складався з трьохсот кораблів, на яких розмістилось більше тисячі лицарів і тридцять тисяч піших воїнів. Навіть якщо цифри звіту вдвічі завищені, це все рівно свідчить про те, що військо подібного розміру не збиралось на Сицилії з перших днів її завоювання нормандцями. Під час нападу сицилійського флоту Георгій захопив на узбережжі Тунісу фортецю ад-Дімас, але кампанія закінчилась рішучою перемогою 14-річного еміра аль-Хасана ібн Алі, який відбив напад нормандців і повністю знищив їх залогу в ад-Дімасі.
Поразка під Махдією від війська 14-річного мусульманина в 1123 році була значним ударом по авторитету і амбіціям Рожера ІІ. У наступні п'ять років Георгій поступово затьмарив Христодулоса і до 1127 року замінив його на посаді еміра Палермо. Того року обидва еміри ще були присутні на зустрічі в Монтескальйозо разом з графом Рожером, але невдовзі після цього, Христодулос здається помер і Георгій обійняв його посаду.

## Підкорення південної Італії

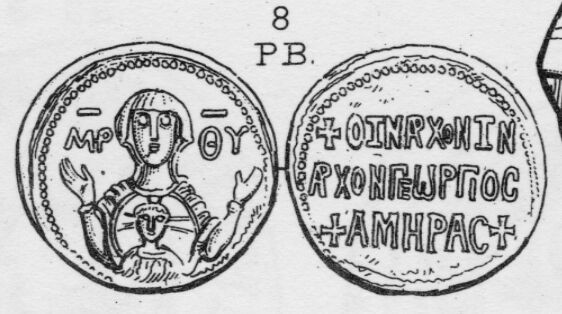
Печатка Георгія Антіохійського, з зазначенням його титулів (archōn archontōn та amēras) грецькою мовою.

Після смерті в липні 1127 року свого бездітного двоюрідного племінника Вільгельма ІІ, Рожер заявив про свої права на Герцогства Апулії і Калабрії, проте місцеві правителі не поспішали визнати претензії Рожера ІІ на ці регіони, крім того, на них також претендували папа і імператор. Норманський флот на чолі з Георгієм взяв активну участь в підкоренні цих регіонів владі Рожера ІІ. У 1129 р. Георгій привів флот з шістдесяти кораблів, щоб взяти облогою Барі, яким тоді правив бунтівний Гримоальд Альфераніт. Місто було змушене капітулювати перед флотом Григорія.
У 1131 році Роджер зажадав від повсталих громадян Амальфі здати ключі від головного собору міста, а також повного контролю над захисними спорудами міста. Амальфійці відмовились і Георгій взяв місто в морську облогу, створивши свою базу на сусідньому острові Капрі та захоплюючи усі амальфійські кораблі, змусивши місто здатися.
У 1132 році Георгій отримав титул ammiratus ammiratorum, яке його сучасники розуміли як емір емірів але сьогодні воно б звучало як адмірал адміралів. Йому також надали грецький титул «Архонт Архонтів».
У 1143 р. Георгій заснував у Палермо грецьку православну церкву Санта-Марія-дель-Амміральо, також відому як Марторана. У церкві зберіглась тогочасна мозаїка із зображенням Георгія, а також мозаїка, на якій Роджер II коронований Христом.

## Завоювання в Греції та Африці

Територія «Нормандського Африканського королівства», яке було створене Рожером ІІ головним чином завдяки перемогам флоту Георгія Антіохійського

У 1146 році Георгій захопив Триполі і на постійній основі встановив владу Сицилії в Північній Африці. Після падіння Триполі владу Рожера ІІ добровільно визнали декілька сусідніх прибережних міст, але Махдія, яка перебувала у руках Абуль-Хасана аль-Хасана ібн Алі з часу невдалої атаки 1123 року, залишалась неприборканою.
У 1147 році Роджер напав на Візантійську імперію, яка продовжувала оспорювати його завоювання на півдні Італії. Георгій вийшов з Отранто з сімдесятьма галерами для нападу на Корфу. За словами Никити Хоніата, острів капітулював через імператорський податковий тягар та політичні обіцянки Георгія. Залишивши на Корфу гарнізон, Георгій повів свій флот навколо Пелопоннесу. Він захопив і пограбував Афіни, спустошив узбережжя Евбеї та Коринфської затоки і проник аж до Фів, де він пограбував шовкові мануфактури та вивіз до Сицилії єврейських ткачів шовку. На завершення експедиції Георгій пограбував Коринф, з якого було вивезено мощі святого Теодора, після чого повернувся на Сицилію.

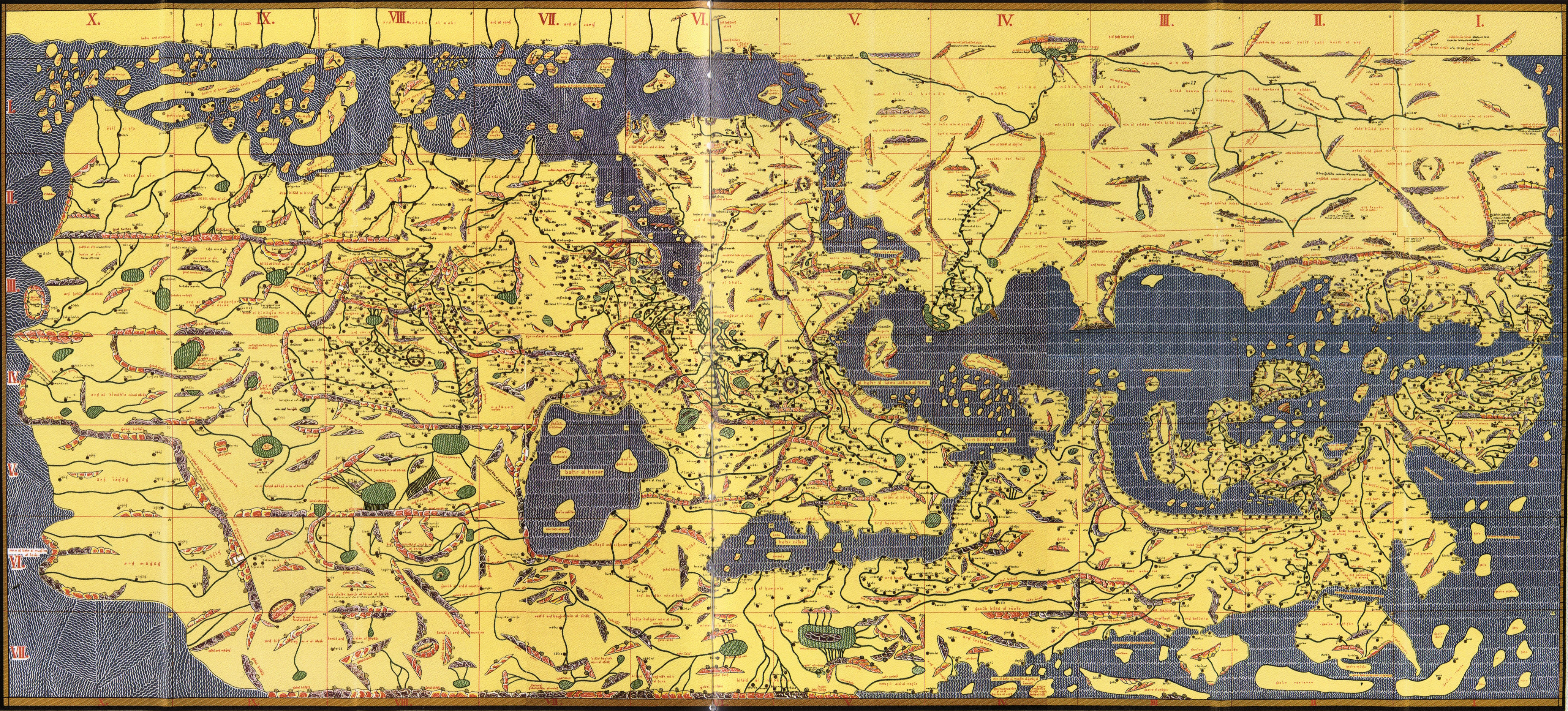
Табула Рожеріана. Карта світу, створена арабським придворним картографом Рожера ІІ Аль-Ідрісі в 1154 році.

У 1148 році Георгій остаточно завоював Махдію. Колишній губернатор Габеса підняв повстання проти свого володаря Абуль-Хасана і пообіцяв передати своє місто Роджеру II, якщо його затвердять губернатором. У червні 1148 року Рожер направив Георгія Антіохійського із завданням нарешті захопити Махдію. Біля острова Пантеллерія сицилійський флот зіткнувся з кораблем з Махдії, на борту якого було кілька поштових голубів. Георгій відіслав птахів додому з фальшивими повідомленнями про те, що сицилійський флот прямує до Візантії. Коли 22 червня сицилійці підійшли до Махдії, емір та його двір втекли з неготового до оборони міста, залишивши на місці майже усю свою казну. ЇЇ було конфісковано як здобич, але сицилійцям було дано лише дві години на пограбування міста, поки мусульманські мешканці переховувались у християнських будинках та церквах. Рожер швидко надав королівський захист, або аман, усім жителям міста. За словами Ібн Абі Дінара, Георгій «відновив обидва міста Завілу і Махдію. Позичав гроші купцям, давав милостиню бідним, віддав правосуддя в руки каді, прийнятного для населення і добре влаштував уряд обох цих міста.» Було організовано роздачу їжі, щоб заохотити біженців повернутися. Спостерігаючи таке ставлення завойовників, незабаром Георгію здались міста Сфакс і Сус. Іфрикію (Туніс) було включено до Королівства Сицилія, яке завдяки завоюванням Георгія досягло свого територіального апогею і тепер включало не тільки Сицилію та Південну Італію, але також Корфу та ряд міст на узбережжі Північної Африки — які іноді називали норманським Африканським Королівством.
У 1149 р. візантійці повернули Корфу за допомогою венеційського флоту і Георгій здійснив «акцію залякування». На чолі флотилії з сорока кораблів він пройшов через Босфор до стін Константинополя. Після невдалої спроби висадитись, він спустошив кілька вілл на узбережжі Азії, обстріляв з кораблів імператорський палац та безкарно повернувся додому.
Згідно з повідомленням арабського історика Ібн аль-Асіра, Георгій помер у 546 році Гіджри, що відповідає 1151 або 1152 р. Його наступником на посаді еміра емірів став Філіп Махдійський.

## Спадщина
Титул амір аль-умара (емір емірів), який вперше було присвоєно Георгію Антіохійському, завдяки його славі флотоводця поширився у скороченій формі «амірал» в середньовічній Європі як найвищий титул у військово-морському флоті. Саме такий титул носили Колумб і Васко да Гама. Пізніше в 16 столітті було додано літеру «д» і звання перетворилось на сучасне «адмірал».

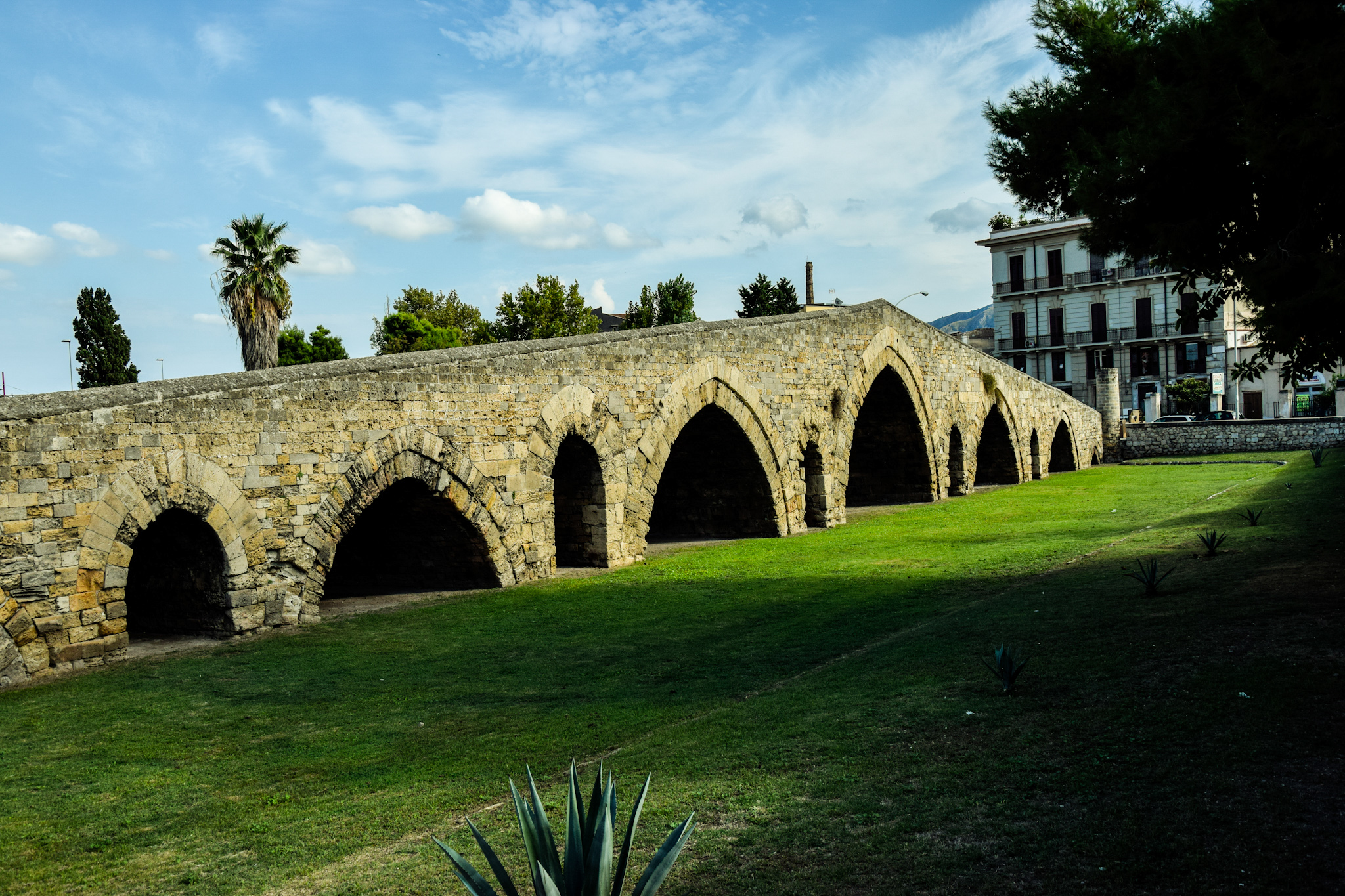
«Адміральський міст», збудований Георгієм Антіохійським в Палермо.

Георгій був поліглотом і дуже освіченою для свого часу людиною. Він також відомий своєю меценатською діяльністю. В 1127 році Георгій заснував церкву Сан-Мікеле в Мацара-дель-Валло. У 1143 р. Георгій заснував у Палермо грецьку православну церкву Санта-Марія-дель-Амміральо, також відому як Марторана. У церкві зберіглась тогочасна мозаїка із зображенням Георгія, а також мозаїка, на якій Роджер II коронований Христом. Окрім цього Георгій Антіохійський залишився відомим спорудженням між 1125 і 1135 роками семиарочного Адміральського моста через річку Орето в Палермо, на якому 27 травня 1860 року «червоні сорочки» Джузеппе Гарібальді вперше вступили в бій з військами короля Обох Сицилій Франциска II під час Рісорджименто.